# The Way of All Flesh (1927)
The Way of All Flesh is een Amerikaanse dramafilm uit 1927 onder regie van Victor Fleming. Destijds werd de film in Nederland uitgebracht onder de titel Vader.

## Verhaal
De goede huisvader August Schilling werkt in Milwaukee als bankemployé. Zijn werkgever stuurt hem naar Chicago met 1.000 dollar in effecten. Onderweg wordt hij verleid en bestolen door een blonde vrouw. Als hij vervolgens naar haar op zoek gaat, wordt hij overvallen door haar handlanger. Hij gaat met de man op de vuist en doodt hem per ongeluk. Zijn lijk wordt aangezien voor dat van Schilling. Wanneer hij 's anderendaags zijn eigen overlijdensbericht in de krant leest, wil hij anoniem als zwerver door het leven te gaan om zijn gezin niet te schande te maken.

## Rolverdeling
| Acteur             | Personage         |
| ------------------ | ----------------- |
| Emil Jannings      | August Schilling  |
| Belle Bennett      | Mevrouw Schilling |
| Phyllis Haver      | Verleidster       |
| Daniel Keith       | August jr.        |
| Fred Kohler        | Handlanger        |
| Philippe De Lacy   | August (als kind) |
| Mickey McBan       | Evald             |
| Betsy Ann Hisle    | Charlotte         |
| Carmencita Johnson | Elizabeth         |
| Gordon Thorpe      | Karl              |
| Jackie Combs       | Heinrich          |
| Dean Harrell       | Evald             |
| Anne Sheridan      |                   |
| Nancy Drexel       |                   |